# Кувак-Нікольське
Кува́к-Ні́кольське (рос. Кувак-Никольское) — село у складі Нижньоломовського району Пензенської області, Росія.
Населення — 1225 осіб (2010; 1323 у 2002).
Національний склад станом на 2002 рік:
- росіяни — 97 %